# Amerikai 7. lovasezred

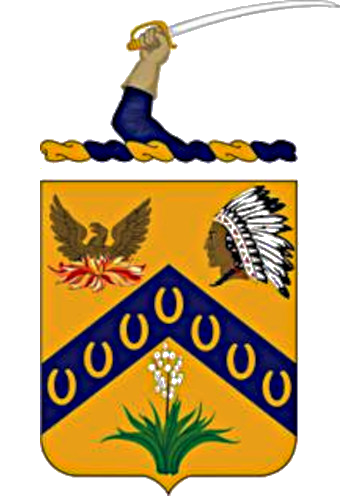
A 7. lovasezred címere

Az amerikai 7. lovasezred létrejötte megközelítőleg a nagy sziú háború, és az amerikai polgárháború idejére tehető. Az Egyesült Államoknak nagy volt a területe, és a rajta élő indiánok miatt újabb lovasezredekre volt szüksége. A nagy sziú háború remek ürügy volt erre. Az ezred parancsnoka George Armstrong Custer tábornok lett. A sereg létszámát tekintve 30 tisztből és 600 lovaskatonából, (bölénykatonából) állt.
Az ezred 1876. június 25-én a Little Bighorn-i csatában megsemmisült, de később újraszervezték és végigharcolta a 20. század számos háborúját.
- Nem tudod lejátszani a fájlt? Olvasd el a Wikipédia:Médiafájlok lapot.

## Története
1866 júliusában kezdtek el szervezni egy irreguláris (főként négerekből álló) csapatot. Hamarosan reguláris csapattá fejlesztették az ezredet, amely tevékenyen részt vett az indián háborúkban. 

## A Little Bighorn-i csata és a pusztulás
Alfred Terry tábornok felderítésre küldte Custer csapatát, a Little Bighorn (Kis-Nagy Szarv) folyó vidékére a sziú csapatok gyülekezési területeire. Mivel Custer nem tudta, hogy pontosan hány indián harcos tartózkodik ott, emiatt be kellett volna várnia Terry gyalogságát. Custer viszont, attól tartva, hogy az indiánok kicsúsznak a markából, három részre tagolta csapatait. Az elsőt Marcus Reno őrnagy vezette, aki dél felé indult. A másodikat maga Custer, egy 210 fős zászlóalj élén az Északi dombok felé, a harmadikat pedig Frederick Benteen százados irányította és délnyugat felé vette az irányt. Custer viszont csak akkor szembesült az indiánok jelentette igazi erővel, mikor Reno megindította a támadást. A 7. lovasezred 600 katonája sokkolva látta, hogy több mint 2000 lakota és csejen harcossal állnak szembe. Bár az amerikaiak támadása meglepte az indiánokat, gyors reagálásuk eredményeként, azonnal ellentámadásba mentek át és Reno csapatait bekerítették. Noha Benteen is a körzetbe érkezett, ez sem változtatott jelentősen a helyzeten. Mivel a csapata szétzilálódott, Reno parancsot adott a visszavonulásra a hegyek mögé, ahol az életükért küzdöttek. Custer csapatát nagyjából 6 és fél km-re a hegyekben kerítették be az indiánok. Az indiánok minden katonát megöltek Custer csapatából, még őt magát is. Azt a magaslatot, ahol a legtöbb amerikai katona lelte halálát a csata után az „Utolsó hadállás” (Last Stand Hill) néven emlegetik ma is.

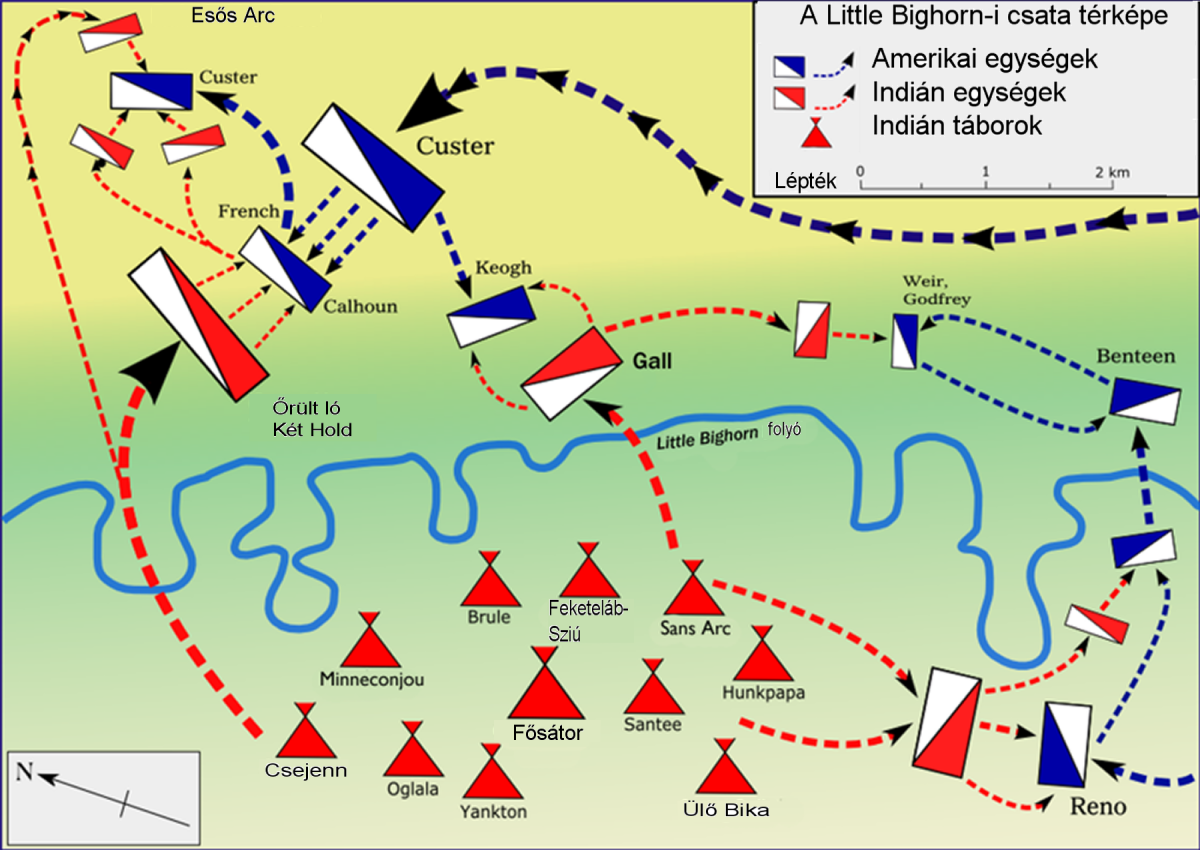
A Little Bighorn-i csata térképe, itt szenvedett megsemmisítő vereséget a 7. lovasezred

## A bölénykatonák
Ezek a lovasok az Egyesült Államok lovasságának elit alakulatai voltak. Az amerikai hadvezetés a gyalogság, és tüzérség nagy részét fehér emberekkel töltötte fel, így a 7., 8., 9., 10. lovasezredeket javarészt az Egyesült Államok hadseregében szolgáló négerek alkották. Ezeket a néger lovasokat az indiánok úgynevezett bölénykatonáknak hívták, részben bátorságuk és szívósságuk, részben a bölény szőréhez hasonló hajuk miatt. Ezzel tiszteletüket is kifejezték a bölénykatonák előtt, mivel az indiánok szent állata volt ez. Az asszociáció tovább élt a köztudatban: a bölény volt az első világháborúban szolgáló 92. Néger hadosztály azonosító jelzése is.

## Lásd még
- Indiánok
- George Armstrong Custer